# Општина Идалго дел Парал (Чивава)
Идалго дел Парал (шп. Hidalgo del Parral) општина је у Мексику у савезној држави Чивава. Општина се налази на надморској висини од 1718 м.

## Становништво
Према подацима из 2010. у општини је живело 107061 становника.

### Хронологија
| Година       | 2000                   | 2005                   | 2010                   |
| ------------ | ---------------------- | ---------------------- | ---------------------- |
| Становништво | 100821 (48823 / 51998) | 103519 (49952 / 53567) | 107061 (51883 / 55178) |

### Попис
| \| \| м \| \| \| ж \| \| 0—2 \| 2.816 \| \| \| 2.828 \| \| 3—5 \| 2.891 \| \| \| 2.801 \| \| 6—11 \| 6.122 \| \| \| 5.831 \| \| 12—14 \| 3.040 \| \| \| 3.063 \| \| 15—17 \| 3.346 \| \| \| 3.353 \| \| 18—24 \| 6.920 \| \| \| 7.040 \| \| 60+ \| 5.062 \| \| \| 5.831 \| \| Просек : \| 29,3 \| \| \| 30,5 \| |       |  |  |       |
| |       |  |  |       |
| | м     |  |  | ж     |
| 0—2 | 2.816 |  |  | 2.828 |
| 3—5 | 2.891 |  |  | 2.801 |
| 6—11 | 6.122 |  |  | 5.831 |
| 12—14 | 3.040 |  |  | 3.063 |
| 15—17 | 3.346 |  |  | 3.353 |
| 18—24 | 6.920 |  |  | 7.040 |
| 60+ | 5.062 |  |  | 5.831 |
| Просек : | 29,3  |  |  | 30,5  |

| #   | Индикатор                                                                                        | Вредност |
| --- | ------------------------------------------------------------------------------------------------ | -------- |
| 1   | Становништво од 0 до 2 године                                                                    | 5644     |
| 2   | Мушко становништво од 0 до 2 године                                                              | 2816     |
| 3   | Женско становништво од 0 до 2 године                                                             | 2828     |
| 4   | Становништво са 3 и више година                                                                  | 100929   |
| 5   | Мушко становништво са 3 и више година                                                            | 48827    |
| 6   | Женско становништво са 3 и више година                                                           | 52102    |
| 7   | Становништво са 5 и више година                                                                  | 97117    |
| 8   | Мушко становништво са 5 и више година                                                            | 46922    |
| 9   | Женско становништво са 5 и више година                                                           | 50195    |
| 10  | Становништво са 12 и више година                                                                 | 83284    |
| 11  | Мушко становништво са 12 и више година                                                           | 39814    |
| 12  | Женско становништво са 12 и више година                                                          | 43470    |
| 13  | Становништво са 15 и више година                                                                 | 77181    |
| 14  | Мушко становништво са 15 и више година                                                           | 36774    |
| 15  | Женско становништво са 15 и више година                                                          | 40407    |
| 16  | Становништво са 18 и више година                                                                 | 70482    |
| 17  | Мушко становништво са 18 и више година                                                           | 33428    |
| 18  | Женско становништво са 18 и више година                                                          | 37054    |
| 19  | Становништво од 3 до 5 година                                                                    | 5692     |
| 20  | Мушко становништво од 3 до 5 година                                                              | 2891     |
| 21  | Женско становништво од 3 до 5 година                                                             | 2801     |
| 22  | Становништво од 6 до 11 година                                                                   | 11953    |
| 23  | Мушко становништво од 6 до 11 година                                                             | 6122     |
| 24  | Женско становништво од 6 до 11 година                                                            | 5831     |
| 25  | Становништво од 8 до 14 година                                                                   | 14223    |
| 26  | Мушко становништво од 8 до 14 година                                                             | 7228     |
| 27  | Женско становништво од 8 до 14 година                                                            | 6995     |
| 28  | Становништво од 12 до 14 година                                                                  | 6103     |
| 29  | Мушко становништво од 12 до 14 година                                                            | 3040     |
| 30  | Женско становништво од 12 до 14 година                                                           | 3063     |
| 31  | Становништво од 15 до 17 година                                                                  | 6699     |
| 32  | Мушко становништво од 15 до 17 година                                                            | 3346     |
| 33  | Женско становништво од 15 до 17 година                                                           | 3353     |
| 34  | Становништво од 18 до 24 године                                                                  | 13960    |
| 35  | Мушко становништво од 18 до 24 године                                                            | 6920     |
| 36  | Женско становништво од 18 до 24 године                                                           | 7040     |
| 37  | Женско становништво од 15 до 49 година                                                           | 29518    |
| 38  | Становништво са 60 и више година                                                                 | 10893    |
| 39  | Мушко становништво са 60 и више година                                                           | 5062     |
| 40  | Женско становништво са 60 и више година                                                          | 5831     |
| 41  | Однос између мушкараца и жена                                                                    | 94.03    |
| 42  | Становништво од нуле до 14 година                                                                | 29392    |
| 43  | Становништво од 15 до 64 године                                                                  | 69733    |
| 44  | Становништво од 65 година и више                                                                 | 7448     |
| 45  | Просечан број деце                                                                               | 2.28     |
| 46  | Становништво рођено у ентитету                                                                   | 95216    |
| 47  | Мушко становништво рођено у ентитету                                                             | 46164    |
| 48  | Женско становништво рођено у ентитету                                                            | 49052    |
| 49  | Становништво рођено у другом ентитету                                                            | 10372    |
| 50  | Мушко становништво рођено у другом ентитету                                                      | 5016     |
| 51  | Женско становништво рођено у другом ентитету                                                     | 5356     |
| 52  | Становништво од 5 година и више резидентно у ентитету у јуну 2005. године                        | 93225    |
| 53  | Мушко становништво старосног доба од 5 година и више, резидентно у ентитету у јуну 2005. године  | 44844    |
| 54  | Женско становништво старосног доба од 5 и више година, резидентно у ентитету у јуну 2005. године | 48381    |
| 55  | Становништво од 5 година и више које је живело у другом ентитету у јуну 2005. године             | 2139     |
| 56  | Мушко становништво старије од 5 година које је живело у другом ентитету у јуну 2005. године      | 1045     |
| 57  | Женско становништво старије од 5 година које је живело у другом ентитету у јуну 2005. године     | 1094     |
| 58  | Становништво од 3 године и више које говори аутохтони језик                                      | 896      |
| 59  | Мушко становништво старо 3 године и више које говори аутохтони језик                             | 468      |
| 60  | Женско становништво старо 3 године и више које говори аутохтони језик                            | 428      |
| 61  | Становништво од 3 године и више које говори аутохтони језик и не говори шпански језик            | 4        |
| 62  | Мушко становништво старо 3 године и више које говори аутохтони језик и не говори шпански         | 0        |
| 63  | Женско становништво старо 3 године и више које говори аутохтони језик и не говори шпански језик  | 4        |
| 64  | Становништво старо 3 године и више које говори аутохтони језик и шпански                         | 717      |
| 65  | Мушко становништво старо 3 године и више које говори аутохтони језик и шпански                   | 387      |
| 66  | Женско становништво старо 3 године и више које говори аутохтони језик и шпански                  | 330      |
| 67  | Становништво од 5 година и више које говори аутохтони језик                                      | 883      |
| 68  | Становништво од 5 година и више које говори аутохтони језик и не говори шпански језик            | 4        |
| 69  | Становништво од 5 година и више које говори аутохтони језик и говори шпански језик               | 709      |
| 70  | Становништво у домородачким домаћинствима                                                        | 1925     |
| 71  | Становништво са ограничењима у активностима                                                      | 4410     |
| 72  | Становништво са ограниченим ходањем или кретањем, горе или доле                                  | 2389     |
| 73  | Становници са ограничењима вида, чак и уз кориштење сочива                                       | 1310     |
| 74  | Становништво са ограничењима говора, комуникације или конверзације                               | 367      |
| 75  | Становништво са ограниченим слухом                                                               | 554      |
| 76  | Становништво са ограничењима при одевању, купању или јелу                                        | 293      |
| 77  | Становништво са ограничењима у опажању или учењу једноставних ствари                             | 228      |
| 78  | Становништво са менталним ограничењима                                                           | 479      |
| 79  | Становништво без ограничења активности                                                           | 101772   |
| 80  | Становништво од 3 до 5 година које не похађа школу                                               | 2372     |
| 81  | Мушко становништво од 3 до 5 година које не похађа школу                                         | 1205     |
| 82  | Женско становништво од 3 до 5 година које не похађа школу                                        | 1167     |
| 83  | Становништво од 6 до 11 година које не похађа школу                                              | 176      |
| 84  | Мушко становништво од 6 до 11 година које не похађа школу                                        | 94       |
| 85  | Женско становништво од 6 до 11 година које не похађа школу                                       | 82       |
| 86  | Становништво од 12 до 14 година које не похађа школу                                             | 272      |
| 87  | Мушко становништво од 12 до 14 година које не похађа школу                                       | 164      |
| 88  | Женско становништво од 12 до 14 година које не похађа школу                                      | 108      |
| 89  | Становништво од 15 до 17 година похађа школу                                                     | 5108     |
| 90  | Мушко становништво од 15 до 17 година похађа школу                                               | 2481     |
| 91  | Женско становништво између 15 и 17 година живота у школи                                         | 2627     |
| 92  | Становништво од 18 до 24 године похађа школу                                                     | 5249     |
| 93  | Мушко становништво од 18 до 24 године похађа школу                                               | 2563     |
| 94  | Женско становништво од 18 до 24 године похађа школу                                              | 2686     |
| 95  | Становништво од 8 до 14 година које не може да чита и пише                                       | 154      |
| 96  | Мушко становништво старосног доба од 8 до 14 година које не може да чита и пише                  | 93       |
| 97  | Женско становништво старосног доби од 8 до 14 година које не може да чита и пише                 | 61       |
| 98  | Становништво од 15 година и више које је неписмено                                               | 1821     |
| 99  | Мушко становништво од 15 година и више које је неписмено                                         | 835      |
| 100 | Женско становништво од 15 година и више које је неписмено                                        | 986      |
| 101 | Становништво старо 15 и више година без школовања                                                | 2667     |
| 102 | Мушко становништво старо 15 и више година без школовања                                          | 1244     |
| 103 | Женско становништво старо 15 и више година без школовања                                         | 1423     |
| 104 | Становништво старосног доба 15 и више година са непотпуним основним образовањем                  | 7572     |
| 105 | Мушко становништво старосног доба од 15 година и више са непотпуном основним образовањем         | 3842     |
| 106 | Женско становништво старосног доба 15 и више година са непотпуном основним образовањем           | 3730     |
| 107 | Становништво старо 15 и више година са комплетним основним образовањем                           | 12792    |
| 108 | Мушко становништво старо 15 година и више са комплетним основним образовањем                     | 6101     |
| 109 | Женско становништво старо 15 и више година са комплетним основним образовањем                    | 6691     |
| 110 | Становништво старосног доба 15 и више година са непотпуним средњим образовањем                   | 3522     |
| 111 | Мушко становништво старосног доба од 15 година и више са непотпуним средњим образовањем          | 2042     |
| 112 | Женско становништво старосног доба од 15 година и више са непотпуним средњим образовањем         | 1480     |
| 113 | Становништво старо 15 и више година са пуним секундарном образовањем                             | 15968    |
| 114 | Мушко становништво старосног доба од 15 година и више са пуним секундарном образовањем           | 7795     |
| 115 | Женско становништво старосног доба од 15 година и више са пуним секундарном образовањем          | 8173     |
| 116 | Становништво старије од 18 година са постосновним образовањем                                    | 29020    |
| 117 | Мушко становништво старије од 18 година са постосновним образовањем                              | 13666    |
| 118 | Женско становништво старије од 18 година са постосновним образовањем                             | 15354    |
| 119 | Просечна оцена школовања                                                                         | 9.35     |
| 120 | Просечан ниво образовања мушке популације                                                        | 9.28     |
| 121 | Просечан ниво образовања женског становништва                                                    | 9.41     |
| 122 | Економски активно становништво                                                                   | 42751    |
| 123 | Економски активна мушка популација                                                               | 28202    |
| 124 | Економски активна женска популација                                                              | 14549    |
| 125 | Становништво које није економски активно                                                         | 40216    |
| 126 | Мушко становништво које није економски активно                                                   | 11420    |
| 127 | Женско становништво које није економски активно                                                  | 28796    |
| 128 | Запослено становништво                                                                           | 40704    |
| 129 | Запослено мушко становништво                                                                     | 26604    |
| 130 | Запослено женско становништво                                                                    | 14100    |
| 131 | Незапослена популација                                                                           | 2047     |
| 132 | Незапослена мушка популација                                                                     | 1598     |
| 133 | Незапослена женска популација                                                                    | 449      |
| 134 | Становништво без права на здравствене услуге                                                     | 21143    |
| 135 | Становништво које има право на здравствене услуге                                                | 85155    |
| 136 | Становништво које има право на ИМСС                                                              | 50268    |
| 137 | Становништво које има право на социјално осигурање                                               | 7804     |
| 138 | Становништво које има право на државно социјално осигурање                                       | 272      |
| 139 | Становништво које има право на опште осигурање или здравствено осигурање за нову генерацију      | 19884    |
| 140 | Становништво које је било једном или није било у браку током 12 година и више                    | 28832    |
| 141 | Венчано или уједињено становништво од 12 година и више                                           | 45178    |
| 142 | Становништво које је било у браку или уједињено 12 година и више                                 | 9141     |
| 143 | Становништво са католичком религијом                                                             | 90365    |
| 144 | Протестанти, еванђелисти и библијски следбеници различити од еванђелиста                         | 10637    |
| 145 | Становништво са другим религијама различитим од претходних                                       | 10       |
| 146 | Становништво без религије                                                                        | 4907     |
| 147 | Укупно пописаних домаћинства                                                                     | 28799    |
| 148 | Пописна домаћинства на челу са мушкарцима                                                        | 21307    |
| 149 | Пописна домаћинства на челу са женама                                                            | 7492     |
| 150 | Становништво у пописним домаћинствима                                                            | 106262   |
| 151 | Становништво у пописним домаћинствима на челу са мушкарцима                                      | 82789    |
| 152 | Становништво у пописним домаћинствима на челу са женама                                          | 23473    |
| 153 | Укупно домаћинстава                                                                              | 34224    |
| 154 | Укупно насељених домаћинстава                                                                    | 28958    |
| 155 | Укупно приватних кућа                                                                            | 34065    |
| 156 | Насељени приватни домови                                                                         | 28799    |
| 157 | Укупно насељених приватних кућа                                                                  | 28950    |
| 158 | Ненасељене приватне куће                                                                         | 3788     |
| 159 | Појединачна домаћинства за привремену употребу                                                   | 1478     |
| 160 | Становници у насељеним приватним кућама                                                          | 106262   |
| 161 | Насељеност станара у приватним становима                                                         | 3.69     |
| 162 | Просечно становника по соби у приватним насељеним домаћинствима                                  | 0.85     |
| 163 | Појединачна домаћинства са подовима од различитих материјала од земље                            | 28187    |
| 164 | Појединачна домаћинства у приземљу                                                               | 523      |
| 165 | Појединачна домаћинства са једном спаваћом собом                                                 | 7803     |
| 166 | Појединачна домаћинства са две спаваће собе и више                                               | 20940    |
| 167 | Појединачна домаћинства са једним собом                                                          | 889      |
| 168 | Појединачна домаћинства са две собе                                                              | 3406     |
| 169 | Појединачна домаћинства са 3 собе и више                                                         | 24428    |
| 170 | Појединачна домаћинства која имају електрично светло                                             | 28626    |
| 171 | Појединачна домаћинства која немају електрично светло                                            | 134      |
| 172 | Појединачна домаћинства која имају водоводну воду у стамбеном простору                           | 28217    |
| 173 | Појединачна домаћинства која немају водоводну воду у стамбеном простору                          | 486      |
| 174 | Појединачна домаћинства која имају тоалет                                                        | 28422    |
| 175 | Појединачна домаћинства која имају канализацију                                                  | 28385    |
| 176 | Појединачна домаћинства која немају канализацију                                                 | 302      |
| 177 | Појединачна домаћинства која имају електрично светло, довод воде из јавне мреже и канализацију   | 28022    |
| 178 | Појединачна домаћинства без икаквих услова                                                       | 86       |
| 179 | Појединачна домаћинства која имају радио                                                         | 26146    |
| 180 | Појединачна домаћинства која имају телевизор                                                     | 28099    |
| 181 | Појединачна домаћинства која имају фрижидер                                                      | 27622    |
| 182 | Појединачна домаћинства која имају машину за веш                                                 | 24050    |
| 183 | Појединачна домаћинства која имају аутомобил или комби                                           | 18514    |
| 184 | Појединачна домаћинства која имају рачунар                                                       | 11038    |
| 185 | Појединачна домаћинства која имају фиксну телефонску линију                                      | 16159    |
| 186 | Појединачна домаћинства која имају мобилни телефон                                               | 21709    |
| 187 | Појединачна домаћинства која имају приступ интернету                                             | 7900     |